# Bahnhof Berlin-Schlachtensee
Der Bahnhof Berlin-Schlachtensee ist eine Station der Berliner S-Bahn im Berliner Ortsteil Schlachtensee. Er ist nach dem Schlachtensee benannt, der sich nördlich des Bahnhofs befindet.

## Lage und Aufbau

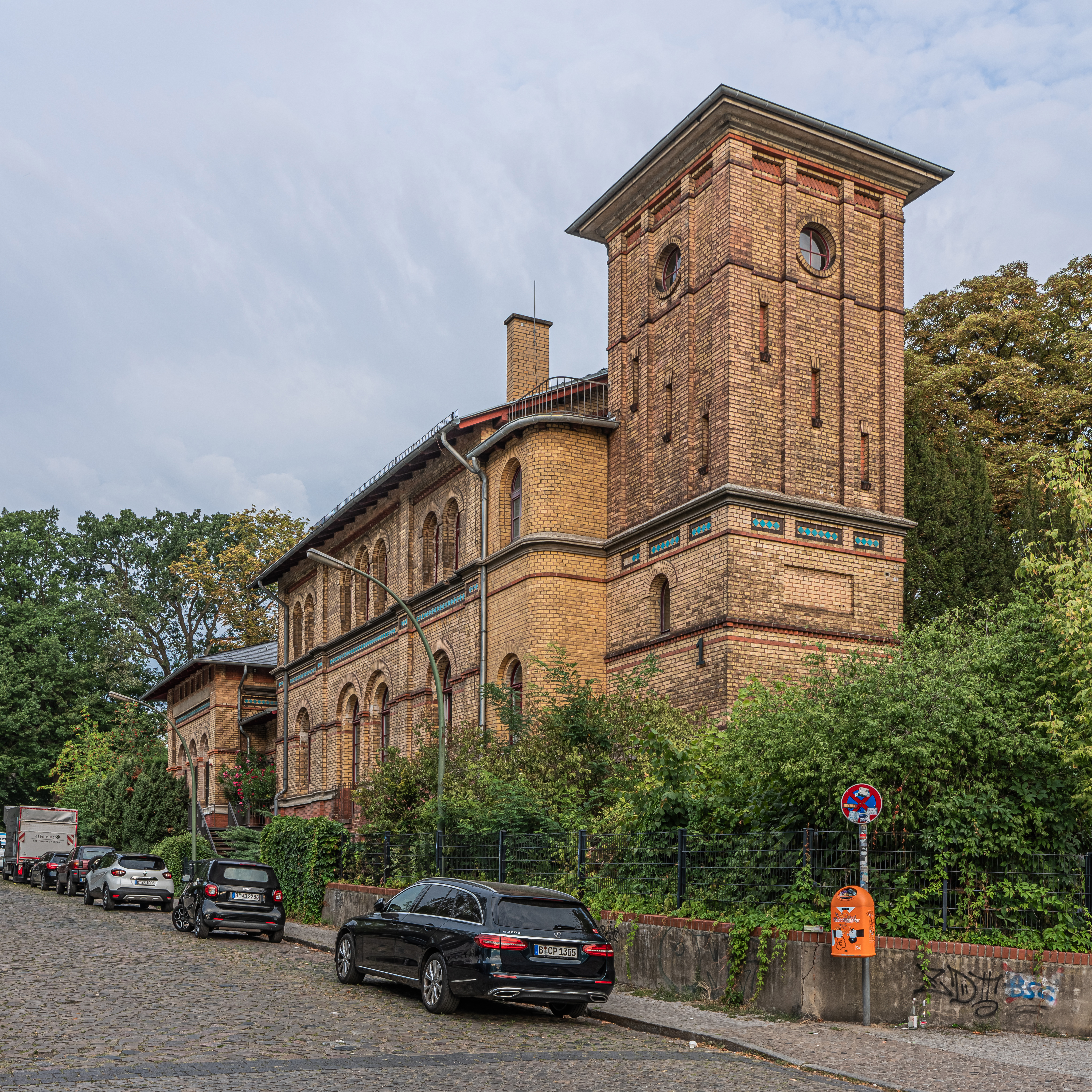
Ehemaliges Empfangsgebäude

Der S-Bahnhof befindet sich am Streckenkilometer 15,3 der Alten Wannseebahn.
Der Bahnhof umfasst einen teilweise überdachten Mittelbahnsteig von 230 Metern Länge, das Stellwerk Sts, das sich zwischen den Gleisen befindet sowie das ehemalige Empfangsgebäude südlich der Bahngleise. Das Gebäude stammt aus dem Eröffnungsjahr 1874 und ist wie das Empfangsgebäude des Bahnhofs Lichterfelde West im Stil einer toskanischen Villa erbaut. Allerdings besteht die Aussichtslaube auf dem zum Bahnkörper gehörenden Turm nicht mehr. Es dient heute als Restaurant und zu Wohnzwecken.
Die Gesamtanlage ist in der Berliner Landesdenkmalliste eingetragen.

## Geschichte

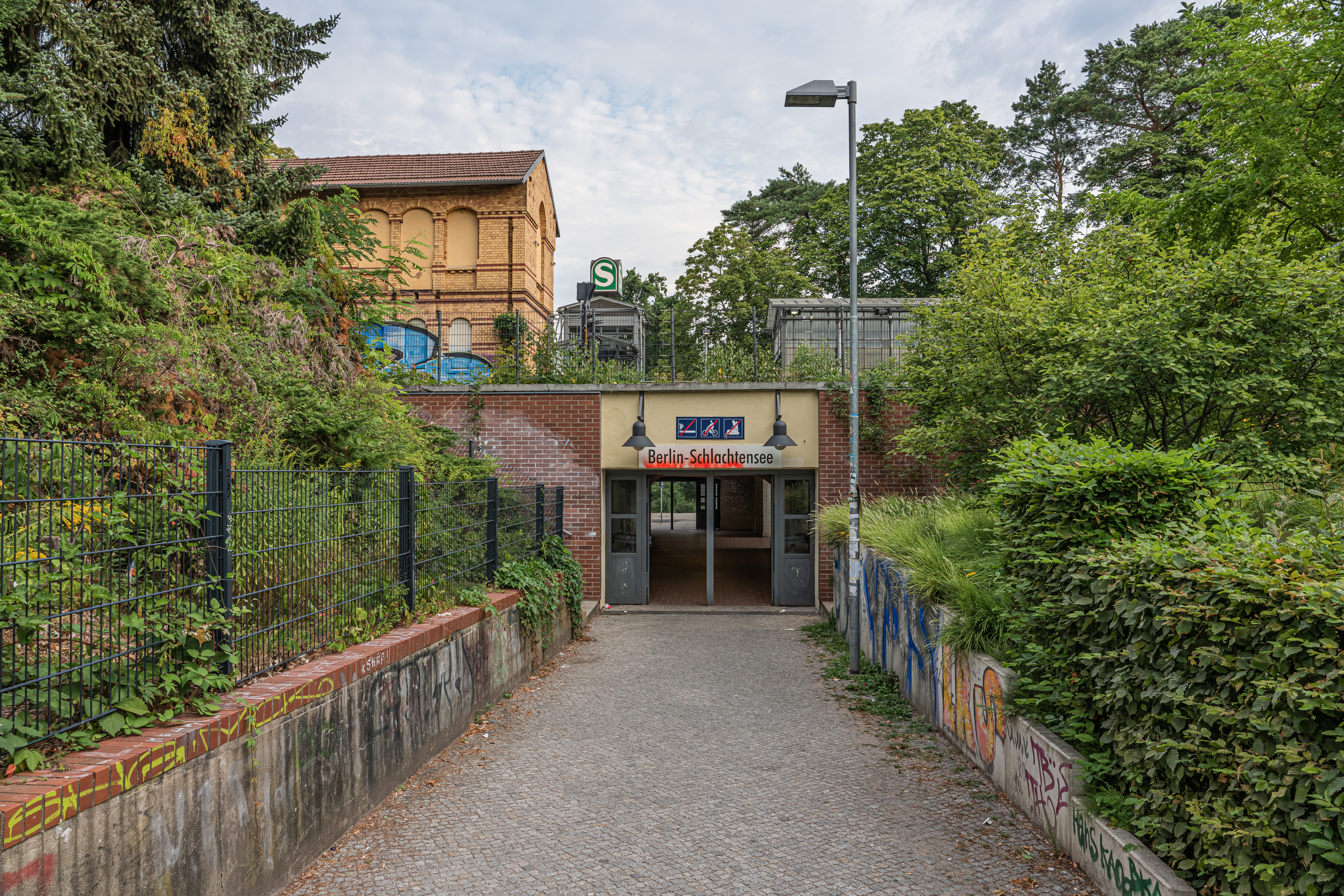
Fußgängerunterführung und Stellwerk

Der Bahnhof wurde zusammen mit der Alten Wannseebahn am 1. Juni 1874 eröffnet. Er lag damals mitten in einem Waldgebiet. Am Seeufer befand sich die Gaststätte „Neue Fischerhütte“ (1938 abgerissen). 
Der Bahnhof verfügte zunächst über zwei Seitenbahnsteige und das Empfangsgebäude. Im Zuge des Baus der Neuen Wannseebahn wurde die Anlage umgebaut und durch einen nach Osten versetzten Mittelbahnsteig ersetzt. Das Empfangsgebäude verlor dadurch seinen Bezug zum Bahnhof und diente fortan privaten Zwecken. Westlich des Bahnsteigs entstand eine eingleisige Kehranlage. Zusätzlich bestand ein viergleisiger Güterbahnhof am südöstlichen Bahnhofsende.
Seit dem 15. Mai 1933 wird der Bahnhof von den elektrischen Zügen der Berliner S-Bahn bedient. Für die ebenfalls auf der Alten Wannseebahn verkehrenden Bankierzüge zwischen Potsdamer Bahnhof und Wannsee wurden die Bahnsteige auf 200 Meter verlängert, um einen eventuellen Betrieb mit Zehn-Wagen-Zügen zu ermöglichen. Die Kehranlage wurde dagegen ausgebaut.
Während des Zweiten Weltkriegs erlitt der Bahnhof keine größeren Schäden. Der Verfall setzte vor allem mit dem S-Bahn-Boykott 1961 ein und dem damit verbundenen Rückgang der Fahrgastzahlen. Der Verkehr auf dem Güterbahnhof ging ebenfalls stark zurück und führte zu dessen Schließung 1970. Ende der 1970er Jahre wurden die Gleise beseitigt. Mit dem Reichsbahnerstreik 1980 wurde der S-Bahn-Verkehr auf der Wannseebahn eingestellt. Der Übernahme der Betriebsrechte der West-Berliner S-Bahn durch die Berliner Verkehrsbetriebe folgte die Sanierung der Strecke und der anliegenden Bahnhöfe. Die Wiedereröffnung der Wannseebahn fand am 1. Februar 1985 statt. Später wurde ein Aufzug für den barrierefreien Zugang eingebaut.

## Anbindung
Der S-Bahnhof wird von der Linie S1 der Berliner S-Bahn bedient. Es bestehen keine Umsteigemöglichkeiten zu anderen Linien des Berliner Nahverkehrs.
| Linie | Verlauf |
| ----- | --- |
|       | Oranienburg – Lehnitz – Borgsdorf – Birkenwerder – Hohen Neuendorf – Frohnau – Hermsdorf – Waidmannslust – Wittenau (Wilhelmsruher Damm) – Wilhelmsruh – Schönholz – Wollankstraße – Bornholmer Straße – Gesundbrunnen – Humboldthain – Nordbahnhof – Oranienburger Straße – Friedrichstraße – Brandenburger Tor – Potsdamer Platz – Anhalter Bahnhof – Yorckstraße (Großgörschenstraße) – Julius-Leber-Brücke – Schöneberg – Friedenau – Feuerbachstraße – Rathaus Steglitz – Botanischer Garten – Lichterfelde West – Sundgauer Straße – Zehlendorf – Mexikoplatz – Schlachtensee – Nikolassee – Wannsee |